# Венцова, Зинаида Ильинична
Зинаида Ильинична Венцова (1918—2007) — советский врач-гинеколог. Герой Социалистического Труда (1969).

## Биография
Родилась 28 марта 1918 года на станции Шилка Забайкальской области в семье проводника санитарного вагона.
С 1941 года после окончания Хабаровского медицинского института работала помощником ординатора и с 1942 по 1964 год — врачом-ординатором гинекологического отделения Хабаровской краевой клинической больницы. Самые тяжёлые годы работы З. И. Венцовой пришлись на период Великой Отечественной войны.
С 1964 года З. И. Венцова была назначена заведующей гинекологическим отделением Хабаровской краевой клинической больницы.
2 декабря 1966 года Указом Президиума Верховного Совета СССР «за отличие в труде» Зинаида Ильинична Венцова была награждена Орденом Знак Почёта.
4 февраля 1969 года Указом Президиума Верховного Совета СССР «за большие заслуги в области охраны здоровья советского народа» Зинаида Ильинична Венцова была удостоена звания Героя Социалистического Труда с вручением Ордена Ленина и золотой медали «Серп и Молот».
Помимо основной деятельности З. И. Венцова избиралась депутатом Хабаровского городского Совета народных депутатов.
С 1986 года, З. И. Венцова проработав в системе Хабаровского краевого здравоохранения свыше 45 лет, вышла на заслуженный отдых.
Жила в Хабаровске. Умерла 29 апреля 2007 года, похоронена на Центральном кладбище.

## Награды
- Медаль «Серп и Молот» (4.02.1969)
- Орден Ленина (4.02.1969)
- Орден Знак Почёта (2.12.1966)
- Медаль «За доблестный труд в Великой Отечественной войне 1941—1945 гг.»